# 大内尚樹
大内 尚樹（おおうち なおき、1945年 - ）は、日本の登山家。

## 概要
小学生時代にシダ植物採取に夢中になり、中学生で登山に目覚めて山岳会に入会した。27歳で山岳同人・東京心岳会を設立し、そのメンバーで当時誰も手をつけていなかった未知未踏の海谷山塊の大岩壁群を開拓した。懸垂が1回もできないにもかかわらず、海谷山塊に1970年代前半の最高グレードVIにあたる高地岳北壁カールマルクス大フェースを初登するなど、当時を代表するクライマーの一人だった。1999年から中国・四姑娘山周辺に通い、10本以上のルートを初登攀している。

## 年表
- 1972年 - 山岳同人・東京心岳会を設立[1]。
- 2007年 - 山野井泰史、山野井妙子らと西上州の高立一本岩を初登頂[1]。

## 著作
- 『多摩川水流紀行 ― 河口から源流まで138キロ』白山書房1991年、新装版2000年
- 『山へ - 原始の香り求めて』白山書房2001年
- 『山の用語なんでも事典』山と溪谷社1984年
- 『花を求めてハイキング』主婦の友社1997年

## 共著
- 『秘境の山旅』白山書房1993年、新装版2001年
- 『別冊太陽・日本の秘境』平凡社2002年
- 『日本登山大系』白水社1997年

## 雑誌記事
- 「西国の岩場を訪ねて」『岩と雪』77号1980年